# Le Pommereuil
Le Pommereuil település Franciaországban, Nord megyében. Lakosainak száma 779 fő (2022. január 1.). Le Pommereuil Forest-en-Cambrésis, Bazuel, Le Cateau-Cambrésis és Ors községekkel határos.

## Népesség
A település népességének változása:
| Lakosok száma | 782  | 779  | 778  | 770  | 765  | 776  | 778  | 792  | 779  |
|               | 2013 | 2015 | 2016 | 2017 | 2018 | 2019 | 2020 | 2021 | 2022 |